# Superziemia

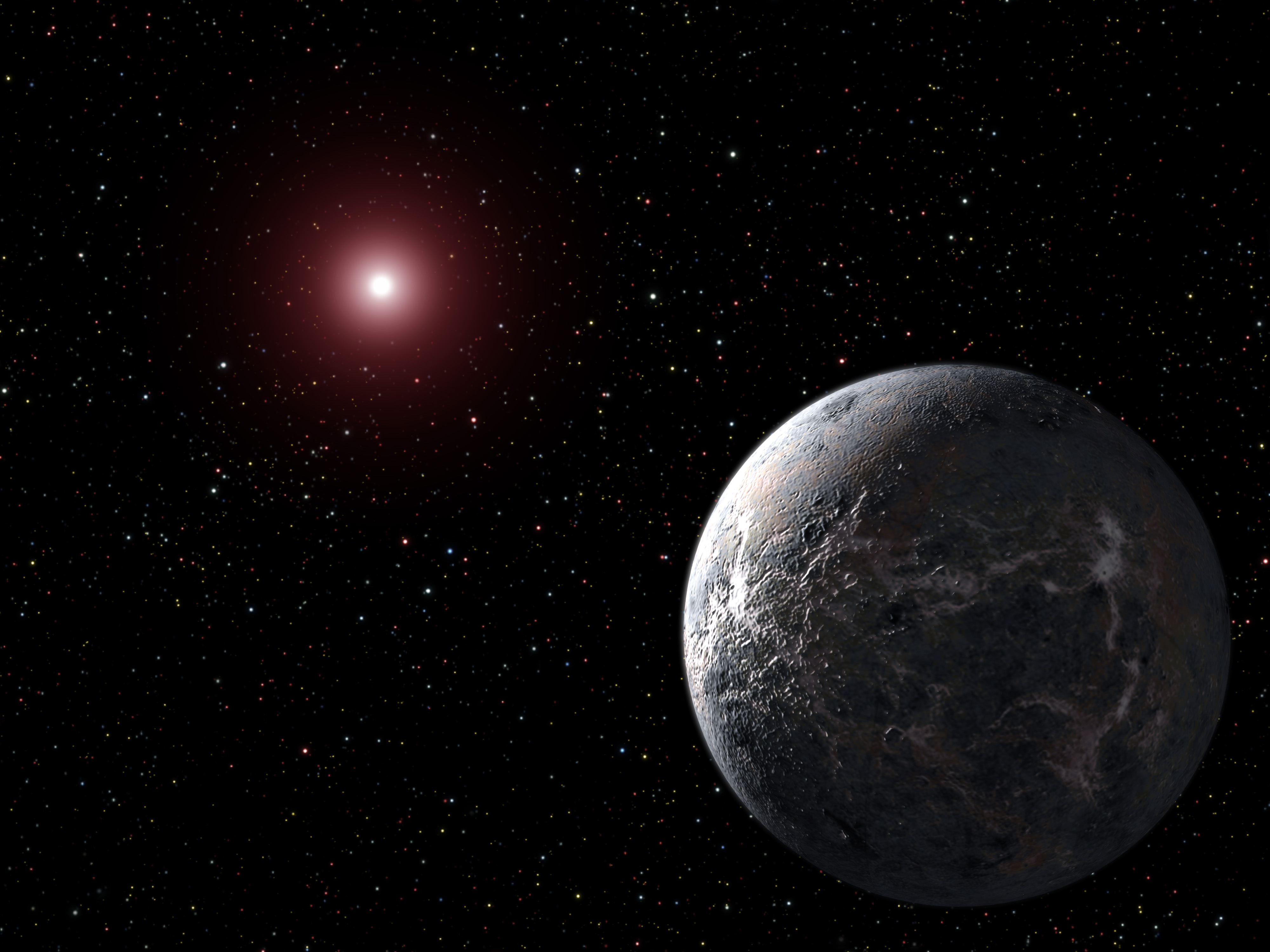
Artystyczne przedstawienie planety OGLE-2005-BLG-390L b, która jest przykładem superziemi krążącej po odległej orbicie

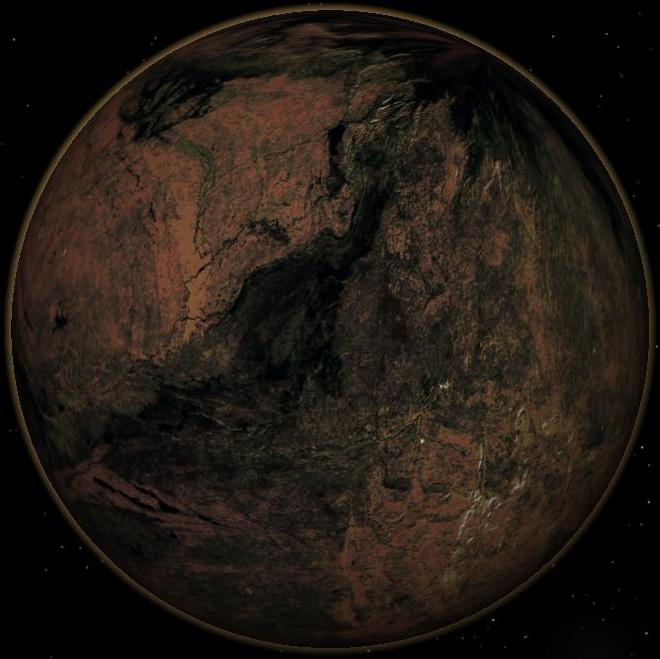
Wyobrażenie planety zbudowanej ze związków węgla

Superziemia – planeta pozasłoneczna o masie większej od masy Ziemi i należąca do typu planet skalistych. W zależności od definicji masa tego typu planety może wahać się od 1 do 10, lub 5 do 10 mas Ziemi. Oznaczenie „superziemia” nie oznacza, że z pewnością na powierzchni planety panują warunki zbliżone do ziemskich. Definicja dotyczy tylko typu planety (skalista) i masy (większej od masy Ziemi). Ocenia się, że promień superziemi może być do 3 razy większy niż promień Ziemi, jednak największe z nich są najprawdopodobniej planetami oceanicznymi o niskiej gęstości.

## Charakterystyka
Planety tego typu prawdopodobnie w większości są zbudowane z materii podobnej do tej, która buduje planety skaliste w Układzie Słonecznym, czyli głównie z krzemianów okrywających żelazne jądro planety. Planety powstałe w większej odległości od gwiazdy mogą mieć też znaczną zawartość lodu wodnego, podobnie jak księżyce lodowe krążące wokół gazowych olbrzymów w Układzie Słonecznym. Jeżeli na skutek migracji planetarnej znajdą się one bliżej gwiazdy, gdzie na powierzchni może istnieć ciekła woda, mogą stać się ciałami podobnymi do Ziemi lub planetami oceanicznymi, całkowicie pokrytymi oceanem.
Nie jest to jednak jedyna możliwość; jeżeli dysk protoplanetarny wokół gwiazdy jest ubogi w tlen, za to bogaty w węgiel, formujące się planety będą miały odmienny skład od ciał Układu Słonecznego – utworzą się planety węglowe. Prawdopodobnie będą one posiadały żelazne jądro, otoczone warstwą węgliku krzemu. Skorupa takiej planety może składać się z grafitu, który na pewnej głębokości przechodzi w diament, a na powierzchni może występować tlenek węgla, metan i inne węglowodory, zależnie od warunków w postaci lodu lub cieczy.
Warunki panujące na powierzchni bardzo silnie zależą od nasłonecznienia, jednak w ogólności oczekuje się, że superziemie będą wykazywały bardziej gwałtowną tektonikę płyt i silniejszy wulkanizm niż Ziemia. Inne badania wskazują jednak, że skorupa takiej masywnej planety może być dostatecznie sztywna, aby tektonika płyt nie mogła się rozwinąć.

## Problemy obserwacyjne
Jeśli masa odkrytej planety zawiera się między jedną a ok. pięcioma masami Ziemi, to niemal na pewno jest to superziemia. W przypadku ciał masywniejszych nie jest to już takie oczywiste. Ciało może być w rzeczywistości mało masywną planetą-olbrzymem, typu Neptuna lub tzw. gorącym neptunem, jeżeli krąży blisko gwiazdy. Superziemie są bardziej zwarte, podczas gdy planety-olbrzymy mają rozległe atmosfery. Dopiero znajomość rozmiarów (promienia) planety może potwierdzić, że zaobserwowana została superziemia. Tę informację daje obserwacja tranzytu, który jednak może zajść tylko wtedy, gdy płaszczyzna orbity planety nie jest znacznie odchylona od osi obserwacji.
Bardziej szczegółowych informacji o atmosferze, klimacie, a być może nawet cechach powierzchni najbliższych planet tego rodzaju mogą dostarczyć planowane naziemne teleskopy o dużej aperturze, jak Ekstremalnie Wielki Teleskop Europejski, projekty wykorzystujące interferometrię wielkobazową oraz teleskopy kosmiczne, takie jak planowane obserwatoria ATLAST oraz ARIEL.

## Odkryte superziemie
Pierwsze dwie superziemie: Poltergeist i Phobetor, zostały odkryte przez polskiego astronoma Aleksandra Wolszczana jako pierwsze poznane planety pozasłoneczne. Planety te są jednak nietypowe, jako że okrążają pulsar a nie zwykłą gwiazdę ciągu głównego. Ukształtowały się one z materii pozostałej po wybuchu supernowej i mogą mieć skład znacznie odbiegający od składu planet Układu Słonecznego.
Ciała o masie kwalifikującej je do kategorii superziemi są bardzo różnorodne i mogą występować zarówno na bardzo odległych orbitach, jak też blisko gwiazdy. Planeta OGLE-2005-BLG-390L b krąży wokół czerwonego karła w odległości 2,6 raza większej niż Ziemia od Słońca i przypuszczalnie przypomina Plutona budową i warunkami panującymi na powierzchni.
Z kolei COROT-7 b, pierwsza planeta, co do której mamy pewność, że jest skalistą superziemią, krąży na tyle blisko gwiazdy, że na powierzchni panuje temperatura ok. 2000 K i jest prawdopodobnie pokryta lawą. Planeta ma masę pięciokrotnie większą niż Ziemia i o 70% większą średnicę, a zatem także nieznacznie większą gęstość niż Ziemia.
Z poznanych dotąd planet tego typu Gliese 667 Cc wydaje się być najbardziej przyjazna życiu, znajduje się ona w ekosferze i na jej powierzchni panują warunki umożliwiające powstanie życia biologicznego w podobnej formie jak na Ziemi. Natomiast spośród najbliższych planet tego rodzaju wyróżniają się GJ 357 b, GJ 357 c i GJ 357 d (odległe od Ziemi o ok. 31 lat świetlnych), o których odkryciu ogłosili w lipcu 2019 r. badacze Instytutu Carla Sagana analizujący obserwacje dokonane przy użyciu teleskopu TESS. Czerwony karzeł GJ 357 (Gliese 357; w gwiazdozbiorze Hydry) jest gwiazdą trzy razy mniejszą od Słońca, a spośród okrążających ją planet dwie najbliższe mają najpewniej temperatur znacznie wyższe od tych, w których możliwe byłoby życie znane na Ziemi (ponad 250 i ponad 120 °C), ale na trzeciej planecie, GJ 357 d, temperatura może być na poziomie –53 °C, ale być może wyższa, jeśli dzięki swej masie (6 razy większej od masy Ziemi) planeta posiada gęstą atmosferę, dzięki której może tam być cieplej, a woda może znajdować się w stanie ciekłym.
Planetą z wysokim prawdopodobieństwem istnienia życia na jej powierzchni jest K2-18b, okrążająca odległą o 124 lata świetlne gwiazdę K2-18. Jej masa jest około ośmiokrotnie większa od masy Ziemi i znajduje się w ekosferze gwiazdy macierzystej. W jej atmosferze odkryto znaczne ilości pary wodnej, poza tym metan, dwutlenek węgla, a także (z wysokim prawdopodobieństwem 99,7%) uważane za biomarkery procesów życiowych: siarczek dimetylu i disiarczek dimetylu. Te ostatnie związki na Ziemi wytwarzane są przez prymitywne organizmy żywe (morski fitoplankton i bakterie).